# گل‌گهر کرک‌دار
گُل‌گُهَر کُرک‌دار (نام علمی: Caulanthus glaucus) نام یک گونه از سرده گل‌گهر است.